# آن ونمن
آن ونمن (انگلیسی: Ann Veneman؛ زادهٔ ۲۹ ژوئن ۱۹۴۹) یک سیاستمدار اهل ایالات متحده آمریکا است. او در دولت جرج دابلیو. بوش بین سال‌های ۲۰۰۱ تا ۲۰۰۵ وزیر کشاورزی ایالات متحده آمریکا بود. همچنین او بین سال‌های ۲۰۰۵ تا ۲۰۱۰ مدیر اجرایی یونیسف بود.